# Gemeentelijk Slachthuis (Maastricht)
Het Gemeentelijk Slachthuis, ook wel Openbaar Slachthuis, was een openbaar abattoir in de Nederlandse stad Maastricht, dat van 1902 tot 1980 in bedrijf is geweest. Het gebouwencomplex aan de Fransensingel in het Boschstraatkwartier is in 1990 gesloopt.

## Geschiedenis

### Slagersambacht en vleeshuizen
In Maastricht waren de slagers, ook wel aangeduid als vleeshouwers, beenhakkers, vleyschere, verenigd in het vleeshouwersambacht (Latijn: officium carnificum). Hun patroonheilige was mogelijk de heilige apostel Bartolomeüs met als feestdag 24 augustus. De ambachtsmeesters hielden toezicht op het navolgen van de reglementen en het correct uitvoeren van de meesterproef: het slachten en uitbenen van een os, een kalf, een schaap en een lam. Een aparte categorie binnen het ambacht waren de 'hikslagers', die het echte slachten deden, dat beschouwd werd als vuil ('infaam') werk. In principe mocht elke burger vee kopen en slachten, maar alleen voor eigen gebruik.
De stad had waarschijnlijk al in de dertiende eeuw een vleeshuis, dat gelegen was aan de Plankstraat. In 1333 lag de vleeshal op de plek waar deze tot 1824 gevestigd zou blijven, namelijk in een steegje tussen de Grote Staat, destijds Sint-Jorisstraat geheten, en Achter het Vleeshuis. De vleeshal was primair bedoeld voor de verkoop van voor consumptie bestemd vlees, maar incidenteel werd hier ook geslacht. De hal was bereikbaar via een grote poort in een pand aan de Grote Staat. In dit pand was tevens de 'leube' (vergaderzaal, vergelijkbaar met een gildehuis) van het vleeshouwersambacht gevestigd. In het langgerekte marktgebouw achter de poort waren zeventig 'banken' (tafels) ingericht, waar meesterslagers maximaal twee vaste verkoopplaatsen konden kopen of huren. Aan de zijde van Achter het Vleeshuis was een aparte open plek ingeruimd voor de 'pansers', die slachtafval verkochten, zoals rolpens.
De komst van de Fransen in 1794 en de inlijving van Maastricht bij Frankrijk maakte een einde aan het monopolie van de ambachten. De periode daarna kan gekenmerkt worden als zeer ongereglementeerd, hoewel het vleeshuis nog enkele tientallen jaren als zodanig bleef functioneren (zie plattegrond hiernaast). Later in de negentiende eeuw deed het gebouw aan de Grote Staat dienst als brandspuitenhuis. In 1856 stortte de voorgevel in, waarbij de ossenkop gespaard bleef. De laatste restanten van de vleeshal werden in 1917 gesloopt. In 1929 verrees hier de nieuwbouw van Vroom & Dreesmann.

### Slachthuis bij de Helpoort
De nieuwe Napoleontische wetgeving hield onder andere in dat de vroegere methode van controle van het vlees bij de verkoop werd vervangen door controle bij de bron, namelijk direct nadat het slachten had plaatsgevonden. Met de invoering van dit systeem won tevens de gedachte aan centraal slachten in daartoe aangewezen slachtplaatsen steeds meer veld. In 1824 werd het gemeentelijk slachthuis geopend in de Nieuwstad, aan de zuidzijde van de stad nabij de Helpoort, ter plekke van de vroegere pesthuisbarakken, op de smalle strook grond buiten de eerste stadsmuur, direct aan de rivier de Jeker. Het nieuwe slachthuis werd gebouwd op de smalle strook grond buiten de eerste stadsmuur, direct aan de rivier de Jeker. Alle klein slachtafval (bloed, mest, afgekeurde organen) belandde in dat riviertje, en van daar in de Maas. Groot afval, waaronder complete kadavers, werd soms in de Maas gegooid en dreef dan stroomafwaarts. Een de stad dekkend rioolstelsel zou nog lang op zich laten wachten. De riolen die er waren, loosden op de vestinggrachten, de Jeker, het Bassin, de Maas of vanaf 1850 op het Kanaal Luik-Maastricht. De Jekerarm die langs het slachthuis bij de Helpoort liep, spuide op de Maas. De aanleg van het Kanaal Luik-Maastricht doorkruiste dat. De rivier werd via een bezinkingsbassin en een 3-4 meter diepe sifon (een soort duiker) onder het kanaal doorgeleid, om aan de oostzijde haar weg voort te zetten. Doordat de sifon feitelijk te smal was, nam de stroming van de Jeker hier af, bleef het slachtafval lang boven drijven in het bassin en raakte de duiker vaak verstopt, waardoor het bezinkingsbassin de bij de Maastrichtenaren beruchte bijnaam 'bloedbak' (bloodbak) kreeg.
Vanaf de opening van het slachthuis in 1824 was het slachten en keuren van alle vee, met uitzondering van varkens, verplicht. In de loop van de negentiende eeuw verbeterden de keuringsmethoden aanzienlijk. In 1849 werd het Reglement op de keuring en het debiet van slachtvee en penserijen van kracht. In 1860 werd op last van het gemeentebestuur door de Luikse rijksveearts A. Petry een cursus voor vleeskeurmeesters samengesteld, waarmede de keuring geprofessionaliseerd werd. De politie zag toe op de naleving van de diverse bepalingen op het gebied van de vleeskeuring. Zowel de stadskeurmeester als de conciërge-keurmeester van het slachthuis werden gerekruteerd uit het Maastrichtse politiekorps, bijgestaan door veeartsen die daarnaast een particuliere praktijk hadden.
Na vijftig jaar intensief gebruik was het slachthuis aan de Jeker omstreeks 1875 gedateerd en bovendien veel te klein geworden. Daarnaast werd in deze omgeving op termijn een woonbuurt voor welgestelden gepland, het Villapark, waar een slachthuis niet bij paste. In 1876 vestigde de Provinciale Gezondheidscommissie de aandacht van het gemeentebestuur op de onhygiënische toestand in het slachthuis en drong aan op verbetering van het bestaande gebouw of nieuwbouw. Bij de gemeenteraad vond deze aansporing aanvankelijk weinig gehoor, maar desalniettemin werd in 1878 aan de stadsbouwmeester opdracht gegeven om plannen te maken voor verbetering van het bestaande bedrijf. Deze maakte meteen duidelijk dat de beschikbare ruimte in het bestaande slachthuis te klein was om een modern bedrijf te huisvesten. De roep om een nieuw slachthuis werd daarmee groter. Het slachthuis aan de Jeker zou in 1904 worden gesloopt.

### Slachthuis aan de Fransensingel
In 1883 werd een speciale raadscommissie benoemd, die belast was met het zoeken van een locatie voor een nieuw slachthuis. Door onderlinge onenigheid duurde het twaalf jaar voordat deze commissie rapport uitbracht. Aanvankelijk leek de voorkeur uit te gaan naar een terrein aan de noodkant van Wyck, maar het bekend worden van de plannen leidde in 1896 tot talrijke bezwaren. De spekslagers waren sowieso tegen een nieuw slachthuis, omdat het de bedoeling was dat er dan tevens een einde zou komen aan het thuis slachten van varkens. Pas in 1898 nam de gemeenteraad de beslissing om het nieuwe slachthuis, tegen de wens in van de wethouder van Openbare Werken, te vestigen op een terrein buiten de voormalige Boschpoort, grenzend aan de Zuid-Willemsvaart, aan de noordzijde van wat toen nog de Singelweg heette (later: Fransensingel).

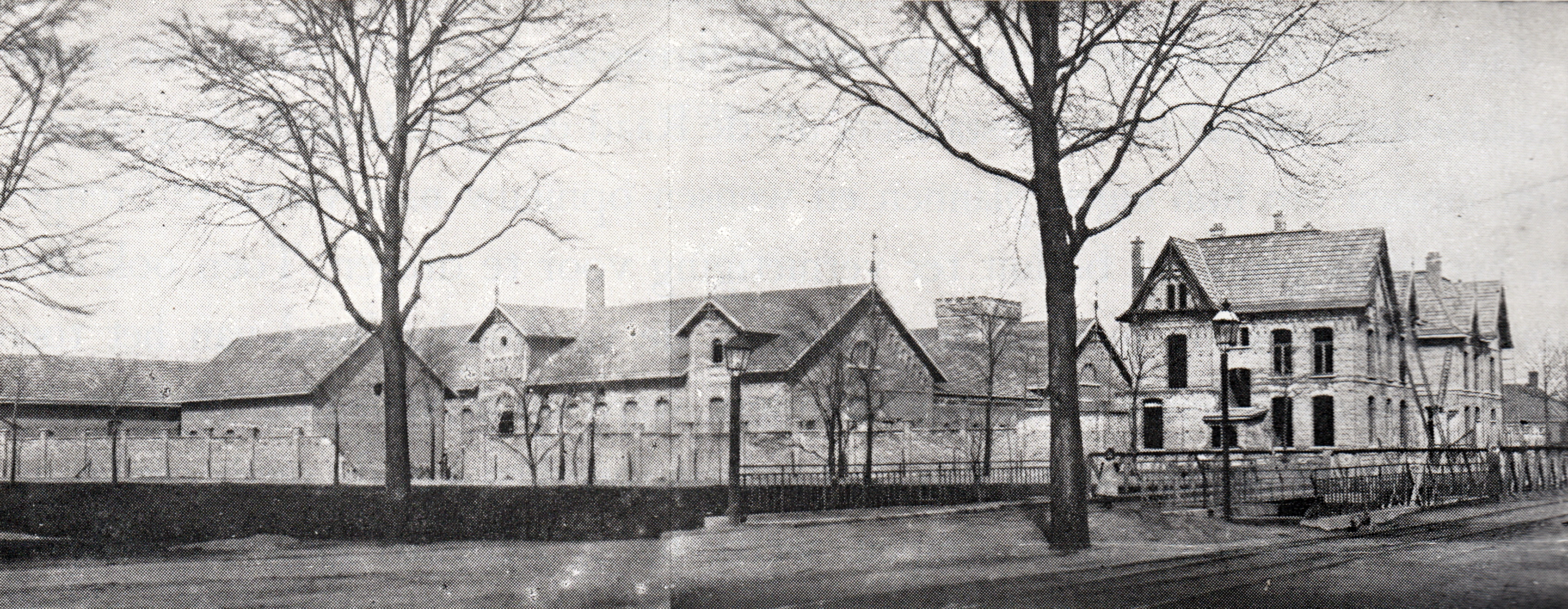
Het nieuwe slachthuis aan de Fransensingel, kort na de bouw in 1901

Nadat in 1899 al de nodige voorbereidingen waren getroffen, namen de funderingswerken in februari 1900 een aanvang. Daarna kon de bouw beginnen, waarvoor de gemeente een krediet van ƒ 210.000 beschikbaar had gesteld. Op 14 december 1901 vond de officiële opening plaats, waarbij de jeugdige slagerszoon F. Bonnemayer het eerste varken keelde. Daarna mocht het publiek gedurende drie dagen rondkijken. Tot eind december konden de slagers gratis gebruik maken van de faciliteiten, waarna de bedrijfsvoering op 2 januari 1902 een aanvang nam. De populariteit van het goed geoutilleerde koelhuis leidde tot een sterk verminderd gebruik van de inzouterij, die al na enkele jaren omgebouwd werd tot extra koelruimte. Ook de spekslagers, die aanvankelijk afwijzend hadden gestaan ten opzichte van het nieuwe slachthuis, maakten er al spoedig veelvuldig gebruik van.

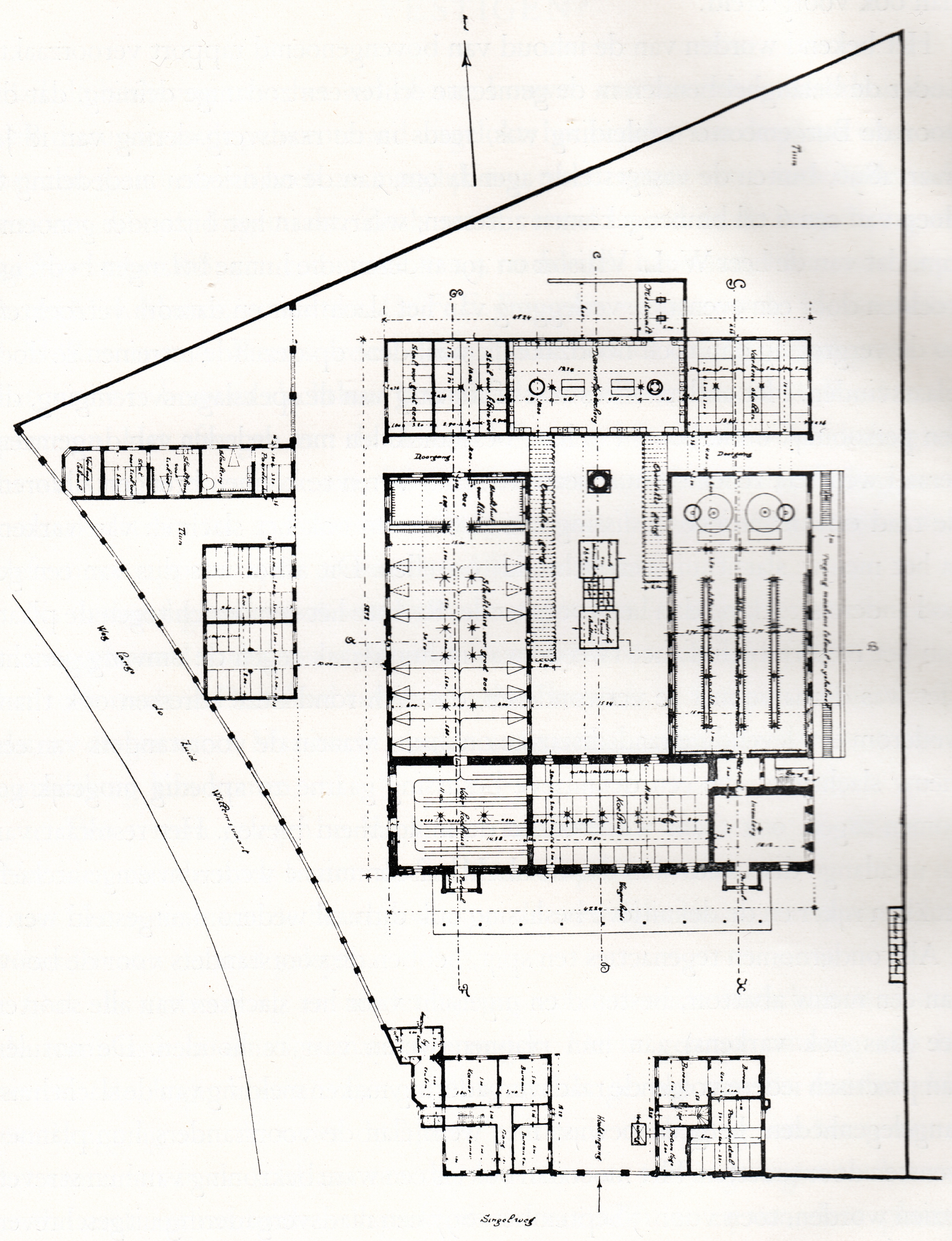
Plattegrond van het slachthuiscomplex

Het slachthuis had gedurende de eerste vijftig jaar nooit meer dan 25 personeelsleden in dienst. Voor het eerst was er een onafhankelijk veearts-keurmeester, vanaf 1916 bijgestaan door een tweede keurmeester, vanaf 1921 door een derde. Ook de directeur was veearts, van 1901 tot 1919 was dat J.W. Lemmens, de vader van de later bekende bisschop Lemmens van Roermond. In 1934 werd de Maastrichtse veemarkt verplaatst van de Markt naar het noordeinde van de Boschstraat, vlak bij het slachthuis.
De Eerste en Tweede Wereldoorlog vormden een dieptepunt in de bedrijfsvoering: terwijl het gemiddeld aantal slachtingen per jaar tussen 1901 en 1951 rond de 30.000 lag, was dat in 1918 gedaald tot 9.000 en in 1944 slechts 6.000. Het meest winstgevende jaar in die eerste vijftig jaren was 1932, toen bijna ƒ 70.000 winst werd gemaakt; in 1945 bedroeg het verlies ongeveer evenveel. Bij het gouden bedrijfsjubileum in 1951 werd een vijfjarenplan gepresenteerd, dat voorzag in een complete renovatie van de gebouwen en vernieuwing van de apparatuur.

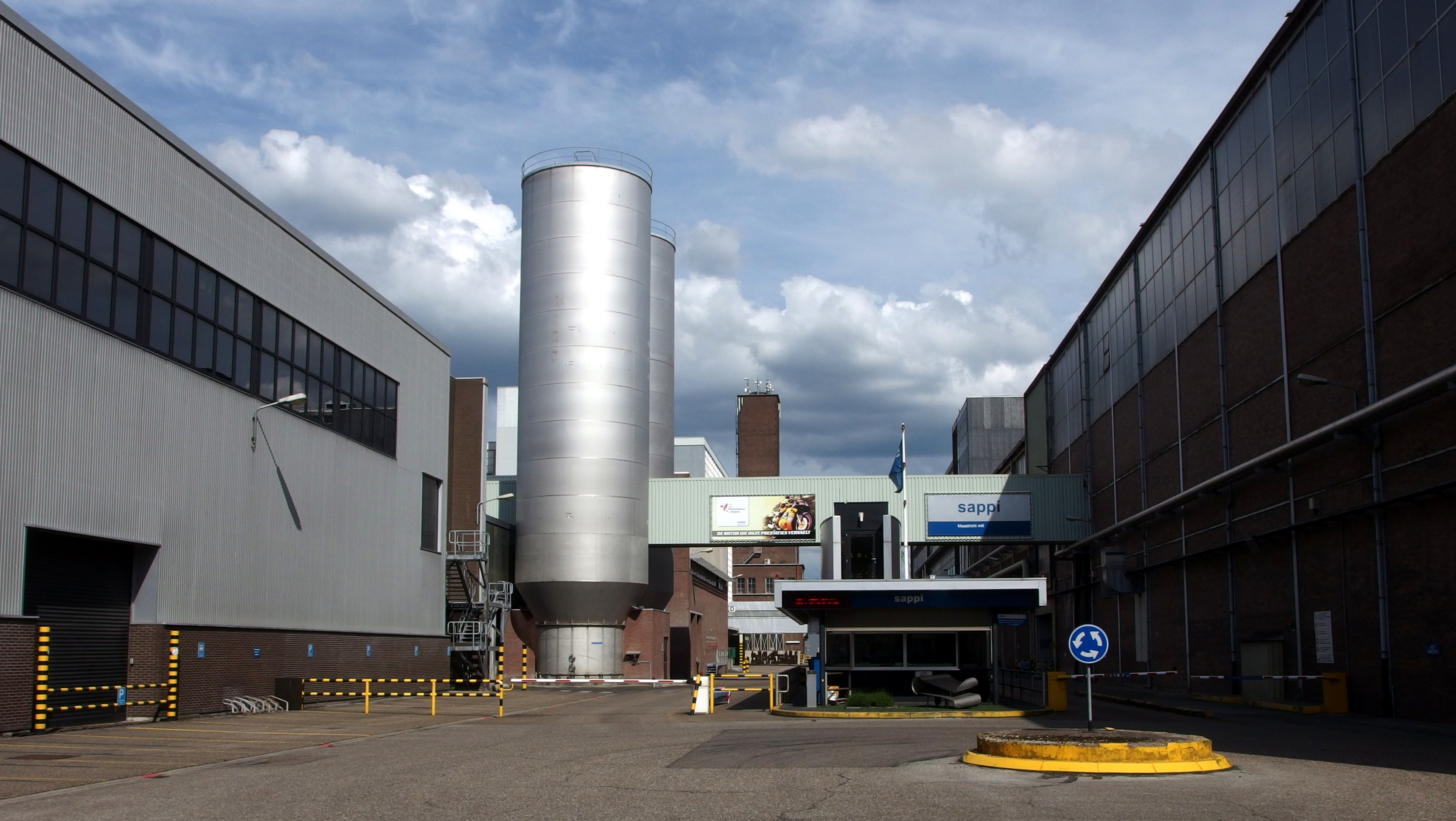
Expeditieloods van Sappi (links), op de plek van het Gemeentelijk Slachthuis

Eind jaren 1970 leed het slachthuis opnieuw zware verliezen, onder andere door de opkomst van de vleesindustrie. Het aantal slachtingen was daardoor sterk gedaald. Vanaf 1977 hoefde vlees dat van elders werd aangevoerd, door het gebruik van koelwagens niet meer herkeurd te worden, waardoor de inkomsten nog verder terugliepen. Op 1 januari 1980 sloot het Gemeentelijk Slachthuis zijn deuren. Het gebouwencomplex werd voor tien jaar verhuurd aan een vleesverwerkend bedrijf, zodat een deel van de tachtig personeelsleden aan het werk kon blijven. Na het aflopen van het huurcontract verkocht de gemeente het terrein aan de naastliggende Koninklijke Nederlandse Papierfabriek, die het gebouwencomplex in januari 1990 in twee dagen tijd met de grond gelijk maakte. Hier staat thans een expeditieloods van het papierconcern, later  Sappi geheten.
Noch van het eerste, noch van het tweede slachthuis is een spoor terug te vinden in het stedelijk landschap. Gezien de zorgvuldige omgang met vergelijkbare complexen in andere steden, is het verbazingwekkend dat de sloop van met name het tweede, in vele opzichten monumentale Gemeentelijke Slachthuis, zo geruisloos kon gaan. Het 27 meter lange bedrijfsarchief van het Gemeentelijk Slachthuis bevindt zich in het Sociaal Historisch Centrum Limburg.

## Architectuur

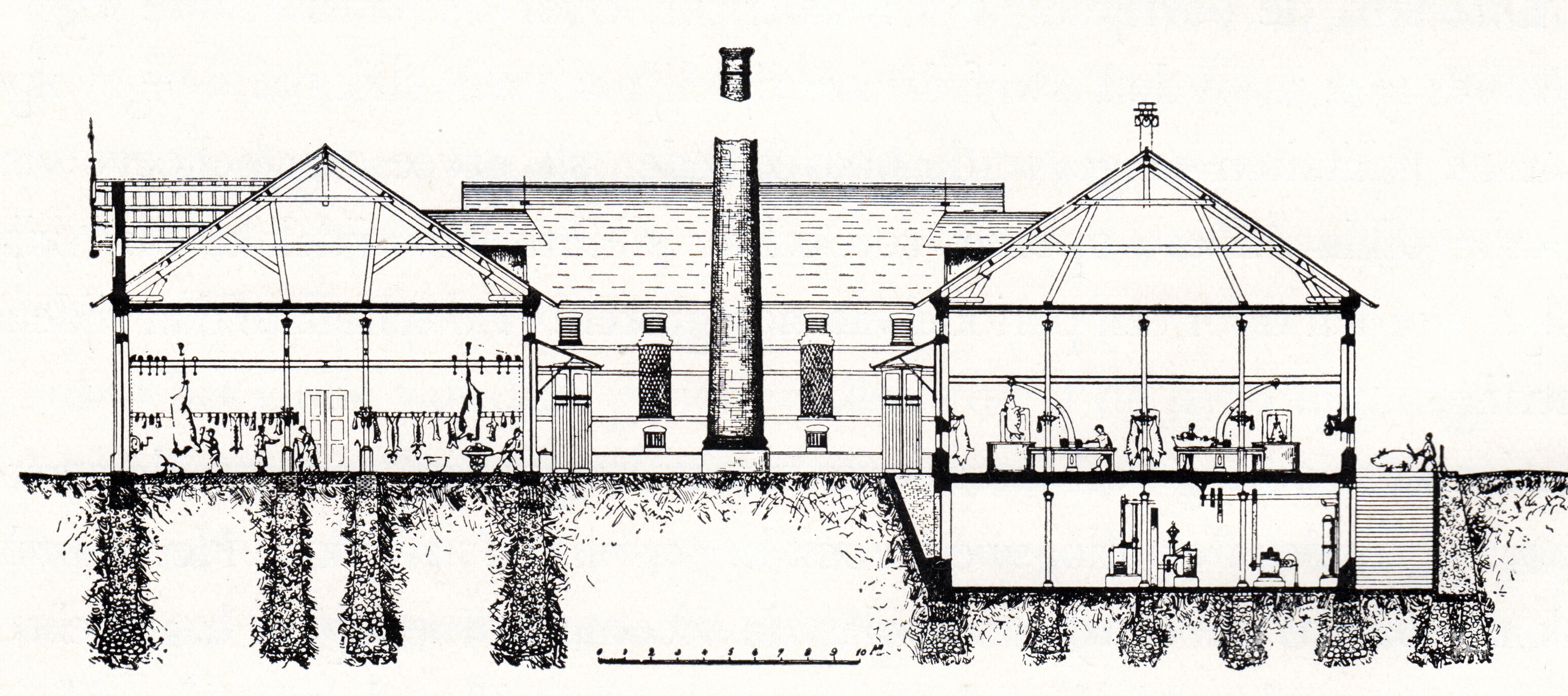
Dwarsdoorsnede van het hoofdgebouw. Links de slachthal voor grootvee. Rechts de slachthal voor varkens; daaronder de machinekamer

De architect van het Gemeentelijk Slachthuis is niet bekend, maar het complex is gebouwd volgens de principes die ontwikkeld waren door de Duitse ingenieur Georg Osthoff (1844-1898). Zijn ideeën kenmerkten zich door een strikte scheiding tussen 'reine' en 'onreine' afdelingen, dat wil zeggen tussen slachthallen en koelruimten enerzijds, en stallen, meststort, darmenwasserij, machinekamer, ketelhuis en kolenopslag anderzijds. Logischerwijs leidde dit tot een paviljoenachtige structuur. Door de relatief lage grondwaterstand was het in Maastricht tevens mogelijk de machinekamer met toebehoren ondergronds aan te leggen. De gebruikte bouwstijl, de chaletstijl, is ook bij andere slachterijen uit die tijd toegepast, zoals het Slachthuis Venlo en het Veemarktterrein in Amsterdam.

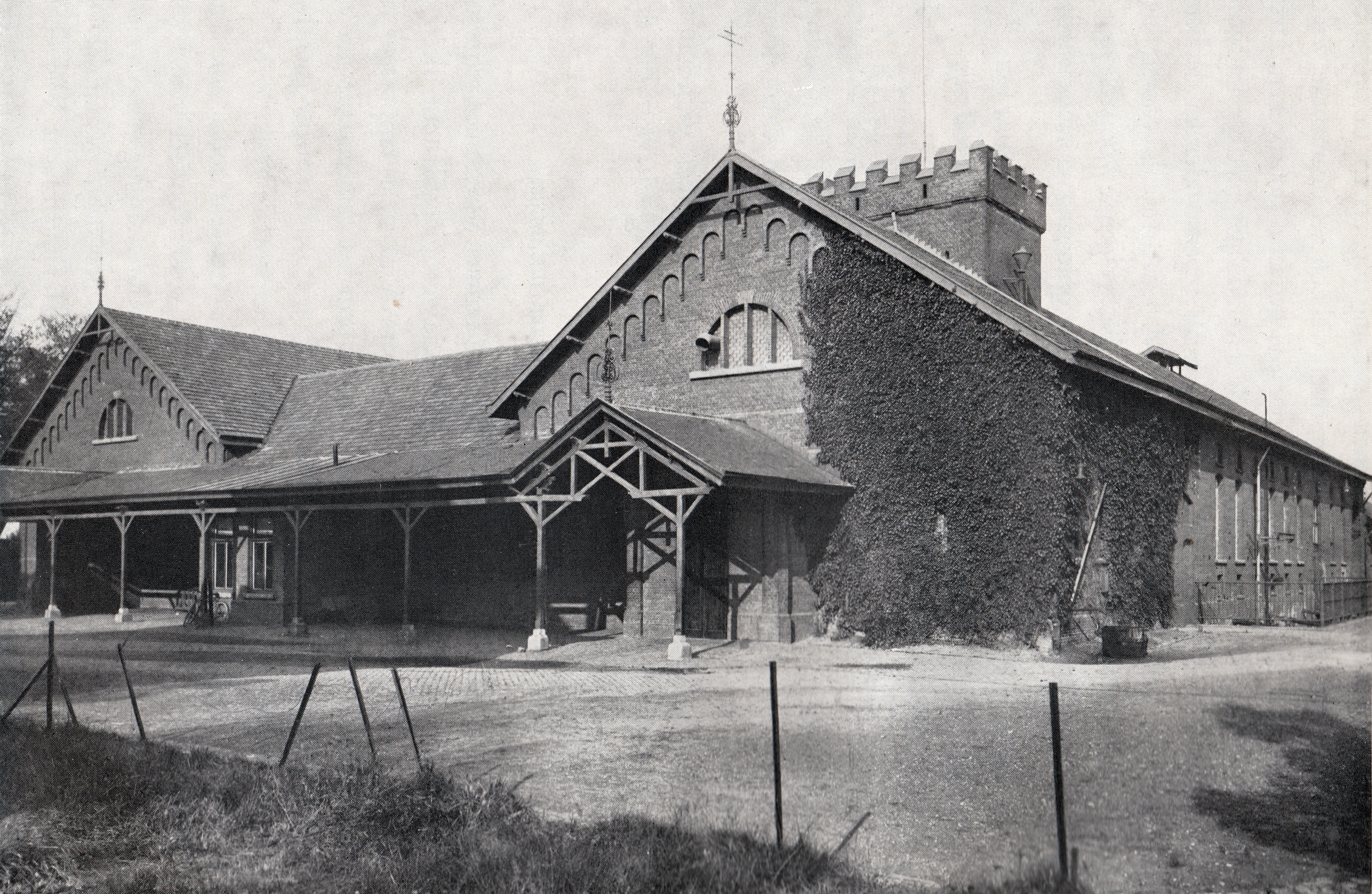
Voorgevel van het hoofdgebouw, ca. 1920
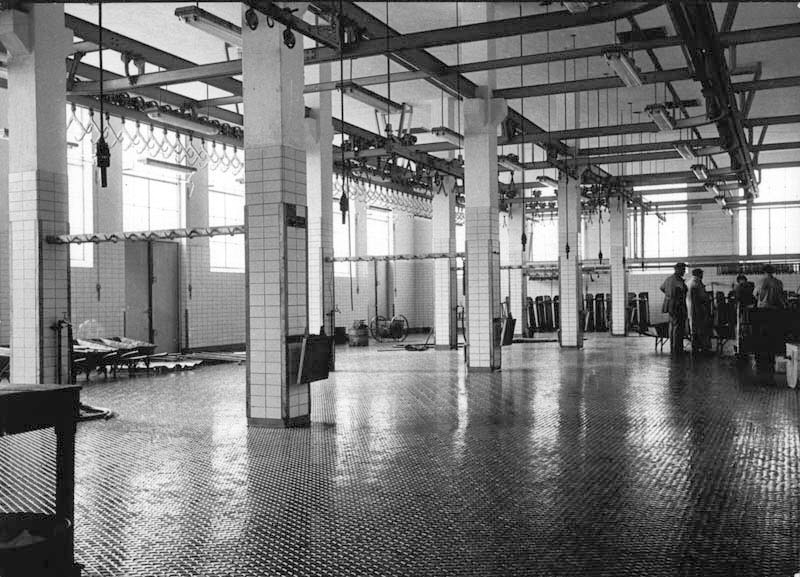
Interieur van gerenoveerde slachthal, 1956
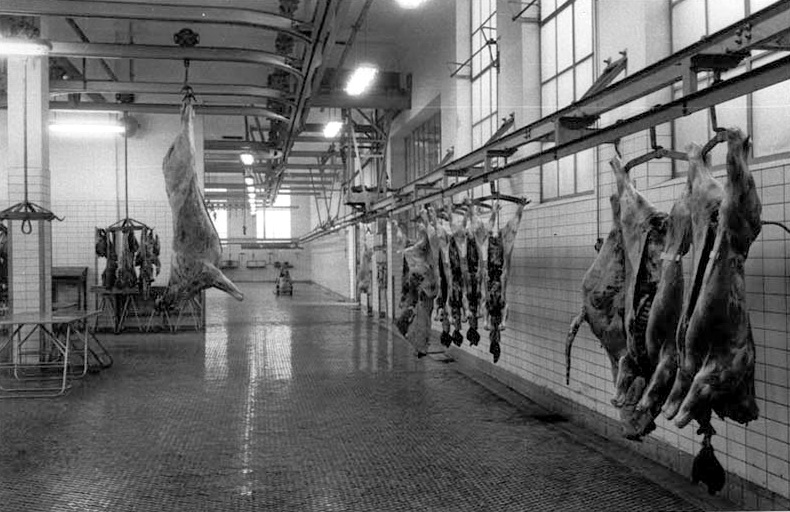
Interieur slachthal, 1957
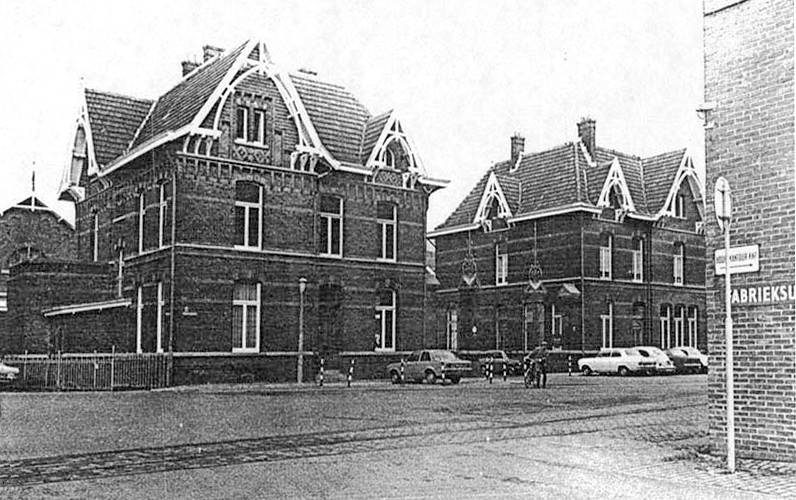
Paviljoens aan de Fransensingel, 1975